# Operation Crash-Dive
Operation Crash-Dive is, volgens de originele uitzending, de twaalfde aflevering van Thunderbirds, de Supermarionation-televisieserie van Gerry Anderson. De aflevering werd voor het eerst uitgezonden op ATV Midlands op 16 december 1965.
De aflevering was echter de 8e die geproduceerd werd. Derhalve wordt de aflevering tegenwoordig vaak als 8e aflevering in de serie uitgezonden.

## Verhaal
Kort na te zijn opgestegen uit Engeland voor een vlucht naar San Francisco, krijgt het supersonische passagiersvliegtuig Fireflash problemen. De crew zendt een Mayday-signaal uit gevolgd door hun huidige locatie. Het laatste wat de vluchtleiding op het vliegveld van Londen krijgt is dat het vliegtuig hoogte verliest. Daarna valt al het radiocontact weg.
Een immense zoekactie wordt gestart, maar het vliegtuig lijkt van de aardbodem te zijn verdwenen. De Minister van luchtvaart beveelt dat alle Fireflashvliegtuigen aan de grond moeten blijven tot een reeks testen is uitgevoerd.
Op Tracy Eiland volgt International Rescue een televisiereportage over de ramp. Alan, die nu in Thunderbird 5 zit, meldt dat hij zelf de positie van Fireflash heeft berekend op het moment dat ze problemen kregen. Volgens hem gaf de bemanning een verkeerde locatie door, en zaten ze in werkelijkheid 50 mijl naast het doorgegeven punt. Jeff beveelt Alan hem op de hoogte te houden van verdere ontwikkelingen en laat International Resuce zich voorbereiden op de volgende mogelijke ramp.
Patterson, een monteur die verantwoordelijk is voor het Fireflash-project, slaagt er niet in een fout te ontdekken in de Fireflash-toestellen. Commandant Norman van de luchtverkeersleiding laat een test uitvoeren met een andere Fireflash. Gedurende de testvlucht krijgt ook deze Fireflash problemen. De radio valt uit en de instrumenten weigeren dienst. De Fireflash stort in zee, en de nooddeur zit klem. Net voor de crash is een onbekende parachutist uit het landingsgestel gesprongen, en deze wordt opgepikt door een heli-jet.
Alan meldt dat Fireflash wederom een verkeerde positie doorgaf. Jeff stuurt Scott met Thunderbird 1 naar Engeland om een elektromagnetische zender op te zetten en het gebied te doorzoeken. Virgil, Gordon en Brains vertrekken met Thunderbird 2, en aan boord Thunderbird 4, naar de plaats waar de Fireflash het laatst is gezien. Scott landt bij een boerderij en zet de scanner op, maar kan de Fireflash niet lokaliseren. Brains vermoedt dat de bemanning wellicht nog in leven is, maar dat het vliegtuig nu op de zeebodem ligt.
Virgil laat Gordon met Thunderbird 4 los op de plaats waar de Fireflash neer zou zijn gestort. Na enige tijd zoeken vindt Thunderbird 4 de Fireflash. Op aanwijzing van Brains gebruikt hij de lasers van Thunderbird 4 om de zware motoren van de Fireflash los te snijden zodat het toestel zelf naar de oppervlakte drijft. Eenmaal aan de oppervlakte maken de instrumenten van de Fireflash kortsluiting en vatten vlam. Gordon snijdt een gat in het raam waarlangs de twee bemanningsleden in de ontsnappingscapsule van Thunderbird 2 kunnen klimmen. Thunderbirds 2 en 4 kunnen nog net wegkomen voordat de Fireflash ontploft.
Ondertussen heeft Brains via de bouwtekeningen van Fireflash berekend dat de fout misschien in het hydraulische systeem van de stuurboordvleugel zit. International Rescue stuurt een bericht naar het vliegveld van Londen met het verzoek nog een test uit te voeren, maar nu onder hun begeleiding. Commandant Norman gaat akkoord. Hij besluit dat kapitein Hanson, die in de aflevering Trapped in the Sky een van de piloten van de door The Hood gesaboteerde Fireflash was, mee zal gaan op de testvlucht.
Scott en Hanson vliegen met de derde Fireflash dezelfde route als de eerste twee, gevolgd door Virgil en Gordon in Thunderbird 2. Tijdens de test komt naar voren dat het navigatiesysteem van Fireflash weer niet deugt en verkeerde informatie over de huidige locatie van het vliegtuig doorgeeft. Dan valt weer het radiocontact weg en begint de Fireflash hoogte te verliezen. Scott heeft nog wel contact met de luchtverkeersleiding via zijn eigen radio. Het zal nog 15 minuten duren voordat de Fireflash in zee stort, dus besluit Gordon een kijkje te gaan nemen in de vleugel om zo, hopelijk, eindelijk te achterhalen wat nu het probleem is. Eenmaal binnen komt hij oog in oog te staan met een man die zich in de vleugel had verstopt en hem onder vuur neemt. Na een kort vuurgevecht springt de man door het openstaande luik naar buiten, ondanks Gordons waarschuwing dat zijn parachute nooit op tijd zal opengaan vanaf deze geringe hoogte.
Met nog maar drie minuten voor de crash ontdekt Gordon dat de man een kabel heeft doorgesneden van de Elevator Power Unit, en daardoor zijn alle toestellen neergestort. Deze noodoplossing werkt en de Fireflash kan nog net voor hij in zee stort optrekken.
Een paar dagen later meldt een nieuwslezer op televisie dat het onderzoek van International Rescue heeft geleid tot de oprolling van een heel crimineel netwerk dat verantwoordelijk was voor de ongelukken. Dan valt de televisie opeens uit en Oma komt binnen met de mededeling dat er een stop is doorgeslagen. Scott suggereert dat “elektronica-expert” Gordon het wel even zal maken.

## Rolverdeling

### Reguliere stemacteurs
- Jeff Tracy — Peter Dyneley
- Scott Tracy — Shane Rimmer
- Virgil Tracy — David Holliday
- Alan Tracy — Matt Zimmerman
- Gordon Tracy — David Graham
- John Tracy — Ray Barrett
- Oma Tracy — Christine Finn
- Brains — David Graham
- Tin-Tin — Christine Finn

### Gastrollen
- Commandant Norman — Peter Dyneley
- Luitenant Burroughs — Ray Barrett
- Piloot van Fireflash 3 — David Graham
- Piloot van Seahawk — Matt Zimmerman
- Televisieverslaggever — Matt Zimmerman
- International Air Minister — Peter Dyneley
- Patterson — David Graham
- Piloot van Fireflash — David Graham
- Co-piloot Bob van Fireflash — Ray Barrett
- Boer — David Graham
- Radarluitenant — Shane Rimmer
- Kapitein Hanson — David Graham
- Saboteur — Ray Barrett
- Nieuwslezer — David Holliday

## Machines
De machines en voertuigen gebruikt in deze aflevering zijn:
- Thunderbird 1
- Thunderbird 2 (met capsule 4)
- Thunderbird 4
- Thunderbird 5
- Fireflash
- EJ2 Heli-jet

## Fouten
- Terwijl Gordon op de zeebodem naar de Fireflash zoekt, verandert zijn haarscheiding voortdurend van kant.
- Zodra Gordon terugkeert naar Thunderbird 4 na de crew zijn plan te hebben uitgelegd, is de lay-out van de close-upversie van Thunderbird 4 anders dan het model gebruikt voor de scènes op afstand.
- Zodra Gordon terugkeert naar Thunderbird 4 is zijn haar droog. Echter, daarvoor heeft hij in de zee gezwommen. Het is onaannemelijk dat hij tijdens deze reddingsactie eerst zijn haar droog gaat föhnen.

## Trivia
- De werktitel van deze aflevering was The Test Crew.
- De pop van Luitenant Burroughs werd in de aflevering Sun Probe gebruikt voor Solarnaut Asher.
- Enkele kranten en tijdschriften die berichten over de crash van de eerste Fireflash zijn The Daily Telegraph, de Daily Mail, Life en Mad.
- De televisieverslaggever die terugblikt op de gebeurtenissen uit Trapped in the Sky verscheen ook in Sun Probe.